# Nick Cave
Nick Cave (rodným jménem Nicholas Edward Cave; * 22. září 1957 Warracknabeal, Austrálie) je australský zpěvák, hudební skladatel, textař, herec a spisovatel. Hudbě se začal věnovat počátkem sedmdesátých let, kdy spolu s multiinstrumentalistou Mickem Harveyem založil svou první skupinu, jejíž název se po několika změnách ustálil na The Birthday Party. Ta se rozpadla v roce 1983, ale Cave spolu s Harveyem založili skupinu Nick Cave and the Bad Seeds, ve které působí do současnosti; Harvey ze skupiny odešel v roce 2009, po více než pětatřicetileté spolupráci s Cavem. V letech 2006 až 2011 působil Cave ve skupině Grinderman, se kterou vydal dvě studiová alba. V roce 2000 získal italské hudební ocenění Premio Tenco a roku 2005 spolu s Warrenem Ellisem australskou cenu Australian Film Institute Awards za nejlepší hudbu k filmu The Proposition.
Jeho písně byly použity v řadě filmů, jako například Tak daleko, tak blízko! (1993), Vřískot 3 (2000), Shrek 2 (2004) nebo Harry Potter a Relikvie smrti – část 1 (2011). Rovněž složil originální hudbu k několika filmům, jako jsou Zabití Jesseho Jamese zbabělcem Robertem Fordem (2007) a Země bez zákona (2012). V různých filmech také hrál, jsou to například Nebe nad Berlínem (1987) a Rhinoceros Hunting in Budapest (1997). Některým filmům jako The Proposition (2005) a Země bez zákona (2012) napsal scénář. Je autorem dvou románů, první z nich nesl název A uzřela oslice anděla, který byl poprvé vydán v roce 1989, druhý pak Smrt Zajdy Munroa (2009).

## Dětství a počátky kariéry
Narodil se 22. září 1957 v městečku Warracknabeal v australském státě Victoria. Jeho matka se jmenovala Dawn Cave a pracovala jako knihovnice. Otec Colin Frank Cave byl učitel. Měl celkem tři sourozence, bratry Tima (* 1952) a Petera (* 1954) a sestru Julii (* 1959). Po jejím narození se rodina přestěhovala do většího města Wangaratta. Ve svých osmi letech začal zpívat ve sboru v místní katedrále. Školní docházku zahájil ve Wangarattě, ale odtud byl ve svých třinácti letech (v roce 1971) kvůli špatnému chování vyloučen a rodiče jej poslali na internátní školu Caulfield Grammar School v Melbourne. Cave po úspěšném dokončení prvního ročníku z internátu odešel, neboť se jeho otec dočkal povýšení (stal se ředitelem této školy) a Cave tak mohl bydlet doma v Melbourne, kam se rodiče přestěhovali, a stále do školy docházet. V té době se Cave zajímal hlavně o literaturu a výtvarné umění a ostatní předměty se učil jen do té míry, aby školu úspěšně dokončil a mohl být přijat na výtvarnou školu. V posledním ročníku studií se začal aktivně věnovat také hudbě. První skupina, ve které hrál, nesla zpočátku název Concrete Culture, ale následně se často měnil a žádný nevydržel příliš dlouho. Vedle Cavea, který se ke skupině přidal až po jejím založení jako zpěvák, v ní hráli ještě kytaristé John Cochivera a Mick Harvey, baskytarista Brett Purcell a bubeník Phill Calvert. Po ukončení studií na střední škole se Cave zapsal na Caulfield Technical College, odkud byl po neshodách s profesory vyloučen na konci druhého ročníku.
Když členové kapely, která v té době vystupovala pod názvem The Boys Next Door, ukončili studia na střední škole, došlo ke změně její sestavy. Odešel Purcell, čímž se uvolnilo místo Caveovu příteli Tracymu Pewovi. Brzy poté ze skupiny odešel i Cochivera, jehož místo zůstalo na dlouhou dobu neobsazené a skupina tak hrála pouze s jedním kytaristou. Její repertoár tvořily především coververze, ale občas i nějaké vlastní autorské písně. Tou dobou (v roce 1977) se Cave poznal se svou pozdější přítelkyní Anitou Lane, se kterou zůstal až do listopadu 1983. Skupina začala postupně kolem roku 1978 zaznamenávat první úspěchy. Počátkem roku 1978 nahrála své první nahrávky (písně „These Boots Are Made for Walking“ a „Masturbation Generation“) pro vydavatelství Suicide (dceřinou společnost vydavatelství Mushroom Records), které vyšly na sampleru Lethal Weapons. Brzy po vydání alba vyrazila skupina na turné, na němž se prezentovala i další uskupení, jejichž nahrávky se na sampleru objevily. V červnu 1978 začala skupina na základě smlouvy se Suicide nahrávat své první studiové album. Tou dobou se ke skupině přidal ještě druhý kytarista Rowland S. Howard, který ale s kapelou vystupoval jen občasně. Během června se zdařilo nahrát pouze část písní a proto se v nahrávání pokračovalo ještě v lednu 1979. Vzniklé album dostalo název Door, Door a vyšlo v květnu 1979.

## The Birthday Party

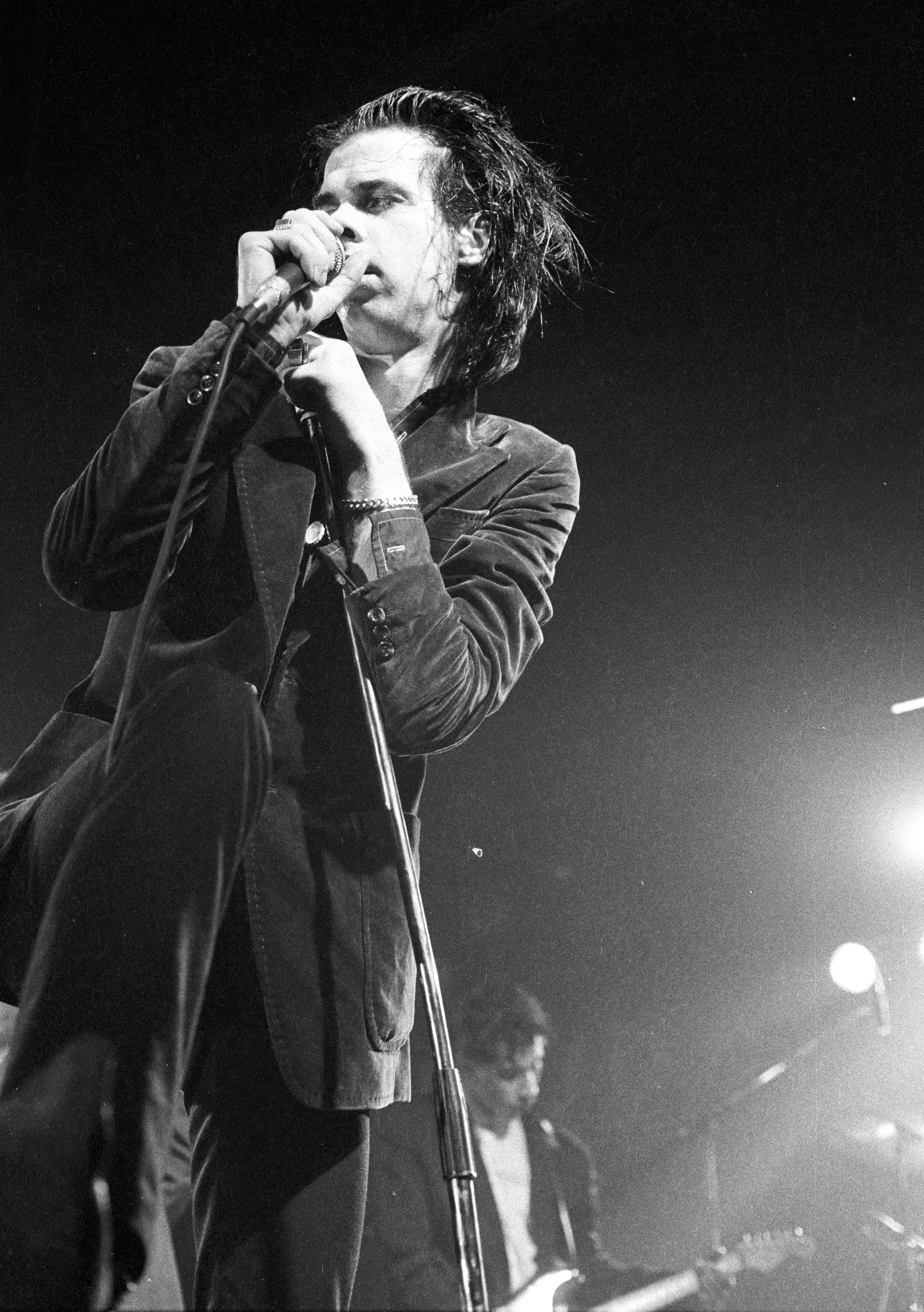
Nick Cave v roce 1986

Jelikož album Door, Door nemělo úspěch, přestala mít společnost Mushroom Records o skupinu zájem. Brzy poté však skupinu kontaktoval hudebník Keith Glass s tím, že by se rád stal jejich manažerem a oni tak mohli své další nahrávky vydávat u jeho vydavatelství Missing Link. V červnu 1979 začala skupina ve studiu nahrávat písně pro nové EP nazvané Hee Haw. Po jeho vydání se skupina rozhodla, že se z Austrálie přestěhuje do Anglie a že rovněž změní svůj dosavadní název The Boys Next Door na The Birthday Party. Koncem února 1980 se tedy skupina přemístila do Anglie, ale tento přesun nesplnil ani z části jejich očekávání a nedostalo se jim zde prakticky žádného úspěchu. Zpět do Austrálie se vrátili v listopadu 1980. Hned po návratu skupina od prosince 1980 do ledna 1981 ve studiu nahrávala písně pro své další album Prayers on Fire, které nakonec vyšlo v dubnu 1981. Většinu skladeb napsal sám Cave, ale u některých jsou jako autoři uvedeni i jiní hudebníci; například píseň „A Dead Song“ napsal Cave spolu s Anitou Lane. V březnu 1981 skupina odjela zpět do Anglie a brzy poté zde začala koncertovat. Na rozdíl od prvního alba mělo Prayers on Fire již větší úspěch a v britském tisku se začaly objevovat pochvalné recenze i rozhovory se členy skupiny. V září a říjnu 1981 absolvovala skupina své první krátké turné po Spojených státech.
Při jednom z amerických koncertů se skupina seznámila se zpěvačkou Lydií Lunch, která se nedlouho po návratu kapely do Londýna za nimi přestěhovala, protože s nimi chtěla spolupracovat. Ovšem skupina již od počátku listopadu zahájila turné po Evropě s prvním koncertem v Berlíně a Lydie Lunch tedy musela se spoluprací počkat. Když se skupina vrátila, začala Lunch spolupracovat s Cavem na sérii jednoaktovek pojmenovaných The Theatre of Revenge. Cavea postupně však tato práce přestávala bavit a nakonec se jí přestal věnovat úplně. Již v prosinci odjela skupina do domovské Austrálie, aby zde nahrála další album. Po jeho dokončení, dostalo album název Junkyard a vyšlo až v červenci 1982. Následně kapela odehrála sérii koncertů v několika velkých australských městech. V lednu 1982 byl její člen Pew odsouzen za krádeže a řízení v opilosti na osm měsíců ve vězení a dočasně jej nahradil Barry Adamson. Adamson se však jako baskytarista neosvědčil a nahradil ho navrátivší se Pew, který byl za dobré chování z vězení propuštěn již po třech měsících. Následovalo turné po Evropě, během kterého skupinu doprovázel německý soubor Die Haut. Ve volných dnech mezi koncerty během tohoto turné se většina členů skupiny včetně Cavea podílela na albu zpěvačky Lydie Lunch pojmenovaném Honeymoon in Red. Kapele se během turné v Berlíně zalíbilo natolik, že se zde rozhodla usadit natrvalo. Současně se její členové rozhodli vyhodit bubeníka Philla Calverta, jehož nahradil Mick Harvey.
V říjnu 1982 skupina nahrála čtyři písně pro své nové EP nazvané The Bad Seed. Později se ke skupině přidal bubeník Jeffrey Wegener, ale brzy opět odešel. Ještě před vydáním EP, k čemuž došlo v únoru 1983, skupina odehrála krátké evropské turné. Po vydání desky odjela kapela na turné po Spojených státech, které se uskutečnilo během března a dubna roku 1983, a po jeho ukončení se vrátila zpět do Berlína, kde nahrála další EP pojmenované Mutiny! Během nahrávání si skupina navíc sjednala několik koncertů v Austrálii, ale těch se odmítl Harvey zúčastnit s tím, že on sám by nejraději celou skupinu rozpustil. Dočasnou náhradu skupina našla v australském bubeníkovi Desi Hefnerovi. Závěr turné v Melbourne byl prezentován jako „poslední koncerty The Birthday Party“ a následně skupina ohlásila svůj rozpad.

## Počátky The Bad Seeds
Po rozpadu The Birthday Party Cave plánoval, že se přestane hudbě věnovat. Brzy mu ovšem byla nabídnuta možnost zpívat v několika písních na novém albu skupiny Die Haut a on nabídku přijal. V září 1983 Cave, přestože dříve prohlašoval, že se na nějaký čas přestane hudbě věnovat, začal shánět hudebníky pro nahrávání svého vlastního EP. První, kdo se ke Caveovi přidal, byl Harvey, jehož znal z jejich předchozího společného působení v The Birthday Party. Druhým byl kytarista Blixa Bargeld, se kterým se Cave seznámil již při turné na počátku roku 1982. Původně na místo baskytaristy angažovali Jima Thirlwella, brzy ho však nahradil Barry Adamson. Vedle toho Cave ještě odehrál tři koncerty pod názvem The Immaculate Consumptive, v jehož sestavě byli Marc Almond, Lydia Lunch a Jim Thirlwell. V prosinci 1983 se Cave rozhodl, že odehraje několik koncertů pod názvem Nick Cave – Man or Myth a začal pro tento projekt shánět hudebníky; na bicí hrál Harvey, na kytaru a klávesy Adamson, na baskytaru Pew a na kytaru Hugo Race. Turné pokračovalo i počátkem roku 1984 a v březnu toho roku začal Cave opět nahrávat vlastní písně, protože jich v září předchozího roku nenahráli dostatek na celé album. Když byl písní dostatek, dostalo album název From Her to Eternity a vyšlo v červnu 1984. Mezitím Cave odehrál několik dalších koncertů v Anglii, na kterých vystupoval jako Nick Cave and the Cavemen, a brzy poté se rozhodl, že se skupina bude jmenovat Nick Cave and the Bad Seeds.
Počátkem listopadu 1984 odehrála skupina krátké evropské turné a od konce listopadu do prosince v Berlíně nahrávala své druhé album nazvané The Firstborn Is Dead. V únoru 1985 začal Cave pracovat na natáčení filmu Ghosts… of the Civil Dead režiséra Johna Hillcoata, ke kterému napsal scénář. Následovalo turné, jehož se však neúčastnil Adamson, jenž si chtěl dát od skupiny pauzu, ani Bargeld, který měl závazky se svou skupinou Einstürzende Neubauten. Baskytary se tedy dočasně ujal Christoph Dreher, na sólovou kytaru hrál Rowland S. Howard, Harvey na doprovodnou kytaru a za bicí usedl Thomas Wydler, člen skupiny Die Haut. Album The Firstborn Is Dead vyšlo v červnu 1985, po problémech s písní „Wanted Man“, ke které jim její autor Bob Dylan musel dát nejprve svolení ji vydat. Po vydání alba se skupina opět vydala na turné, na němž již na baskytaru nehrál Dreher, ale vrátil se Adamson. Po ukončení turné začala skupina v Austrálii spolu s Tonym Cohenem nahrávat album Kicking Against the Pricks, jež mělo být složené výhradně z coververzí. Vedle skupiny samotné na albu hrálo i několik dalších hudebníků, jako například Caveova matka Dawn (housle), Rowland S. Howard nebo Tracy Pew. Ani vydání tohoto alba se neobešlo bez komplikací, tentokrát ředitel studia odmítl dát nahrávky skupině a ta nemohla podle plánu pokračovat v nahrávání v Berlíně. Původně s ním měli domluveno, že mohou nahrávat mimo špičku za menší peníze; ředitel však nakonec řekl, že se nic takového nestalo a požadoval po skupině zaplacení celé částky. Během nahrávání ze skupiny definitivně odešel Adamson. V červenci 1986 začala kapela ve studiu nahrávat své další album, na kterém se objevily pouze její vlastní písně. Pojmenováno bylo Your Funeral... My Trial a vyšlo v listopadu toho roku. Při turné na podporu alba se Harvey ujal baskytary, na klavír hrál Roland Wolf a na druhou kytaru Kid Congo Powers.

## Filmová a literární činnost

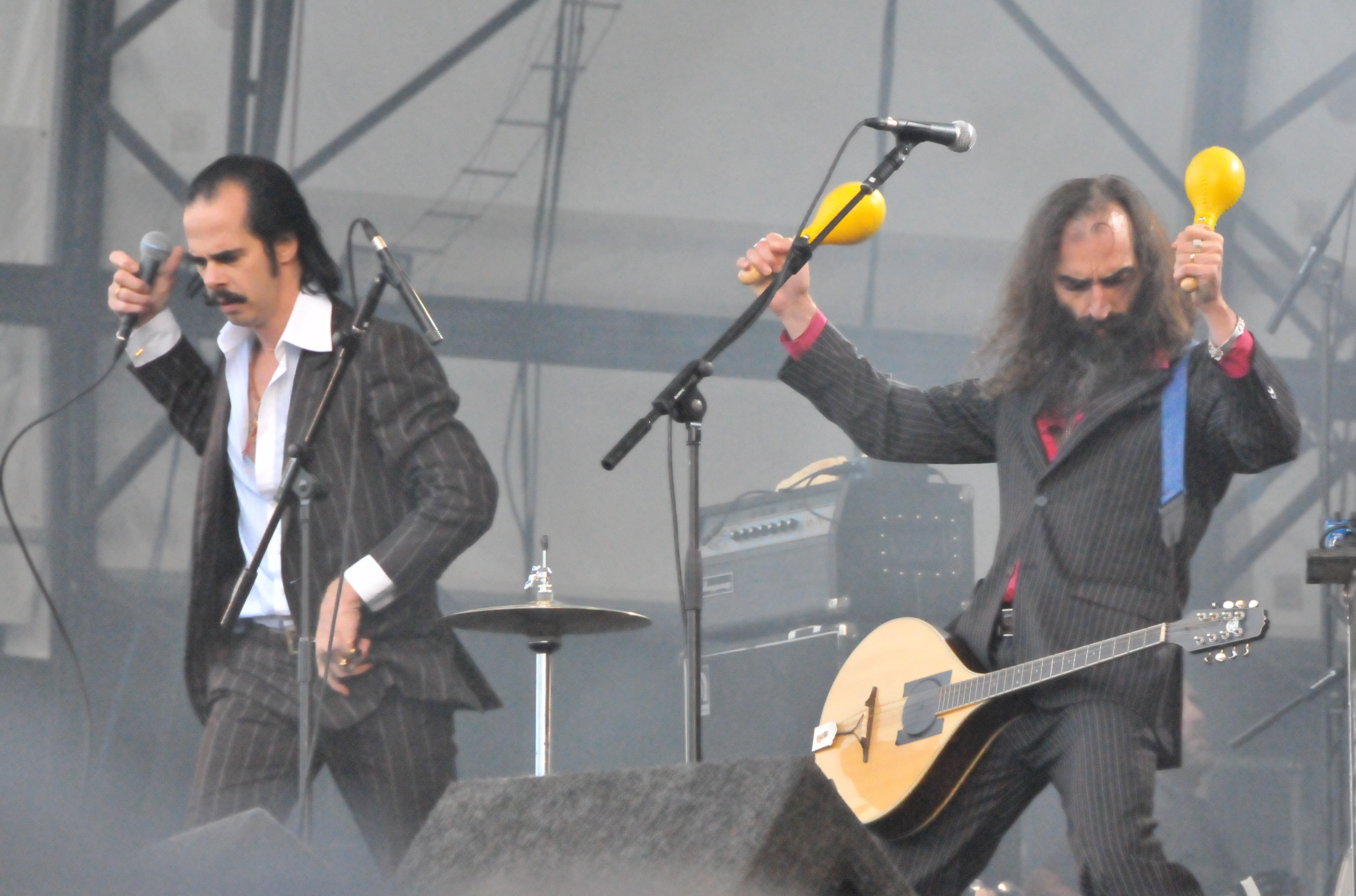
Nick Cave a Warren Ellis v roce 2008

V únoru 1987 byla režisérem Wimem Wendersem nafilmována skupina jak hraje písně „The Carny“ a „From Her to Eternity“ v rozbitém hotelu pro jeho film Nebe nad Berlínem. Po zbytek roku byla skupina aktivní jen velmi málo, protože Cave pracoval na svém románu A uzřela oslice anděla. V září se však skupina rozhodla začít nahrávat své páté album, které nakonec dostalo název Tender Prey, ale v tuto chvíli se nahrála jen velmi malá část alba. Brzy poté Cave pokračoval v pracích na filmu Ghosts… of the Civil Dead; tentokrát natáčel scény, ve kterých ztvárnil vězně Maynarda. Od prosince 1987 do ledna 1988 skupina opět pracovala na pátém albu; nahrávání skončilo poté, co byl Cave zatčen za držení heroinu. Z vazby byl nakonec propuštěn pod podmínkou, že se začne ze své dlouholeté závislosti léčit. Následovalo několik koncertů v Austrálii a opět práce na albu, tentokrát již poslední. V následujících týdnech trojice Harvey, Bargeld a Cave nahrála hudbu k filmu Ghosts… of the Civil Dead. Brzy poté byl Cave kvůli distribuování drog vyhozen z bytu, ve kterém bydlel v Berlíně a rozhodl se přestěhovat do Londýna. Následovalo krátké evropské turné a v srpnu byl Cave odsouzen k osmnáctiměsíční podmínce a byl donucen zahájit dvouměsíční odvykací léčbu. V listopadu 1988 vyšlo po více než roce od začátku nahrávání album Tender Prey. Když byl z kliniky propuštěn, rozhodl se ihned zahájit turné na podporu alba.
Počátkem roku 1989 skupina hrála ve Spojených státech a v březnu Cave zahájil poslední fázi příprav své knihy A uzřela oslice anděla. Brzy poté se na několik let přestěhoval do brazilského São Paula, kde potkal svou pozdější manželku Viviane Carneiro; páru se v květnu 1991 narodil syn Luk. Později v roce 1989 skupina odehrála několik koncertů v Evropě a Cave začal pracovat na šestém albu. V září, po několika letech práce, vyšel jeho první román A uzřela oslice anděla. Následovalo několik veřejných čtení a v říjnu skupina v São Paulu zahájila nahrávání alba The Good Son. To nakonec vyšlo v dubnu 1990 a již od května skupina absolvovala dlouhé turné na jeho podporu. Na toto turné se ke skupině přidali dva noví hudebníci: hráč na klávesové nástroje Conway Savage a baskytarista Martyn P. Casey; naopak se skupinou již nehráli Wolf s Powersem. Následovala pauza, během které se Cave věnoval převážně rodině, ale koncem roku 1991 zahájil nahrávání dalšího alba. Album, které produkoval David Briggs, dostalo název Henry's Dream a vyšlo v dubnu 1992. Po jeho vydání skupina odehrála další turné. Po ukončení turné se s rodinou přestěhoval do Londýna. Roku 1991 hrál menší roli ve filmu Johnny Suede. Počátkem roku 1993 Cave s kapelou pracovali na mixování koncertního alba Live Seeds, které nahráli v uplynulém roce během turné po Evropě a Austrálii. V tomtéž roce opět spolupracoval s Wendersem, tentokrát složil písně k jeho novému filmu Tak daleko, tak blízko! V září zahájili práce na osmém studiovém albu, ale nahrávání skončilo po pár dnech, protože skupina vyrazila na turné na podporu koncertního alba Live Seeds, které právě v září vyšlo. Nahrávání pokračovalo v prosinci a v některých písních hostoval i Rowland S. Howard a také pozdější regulérní člen Warren Ellis, který hrál na housle. Album nakonec dostalo název Let Love In a vyšlo v dubnu 1994. Na nadcházející turné se ke skupině přidal druhý bubeník Jim Sclavunos. Poté, co se v roce 1996 rozpadlo Caveovo manželství s Viviane Carneiro, žil s britskou modelkou Susie Bick, s kterou se v roce 1999 oženil a o rok později se jim narodila dvojčata Arthur a Earl. První jmenovaný zemřel v červenci roku 2015 po pádu z útesu.

## Pozdější kariéra

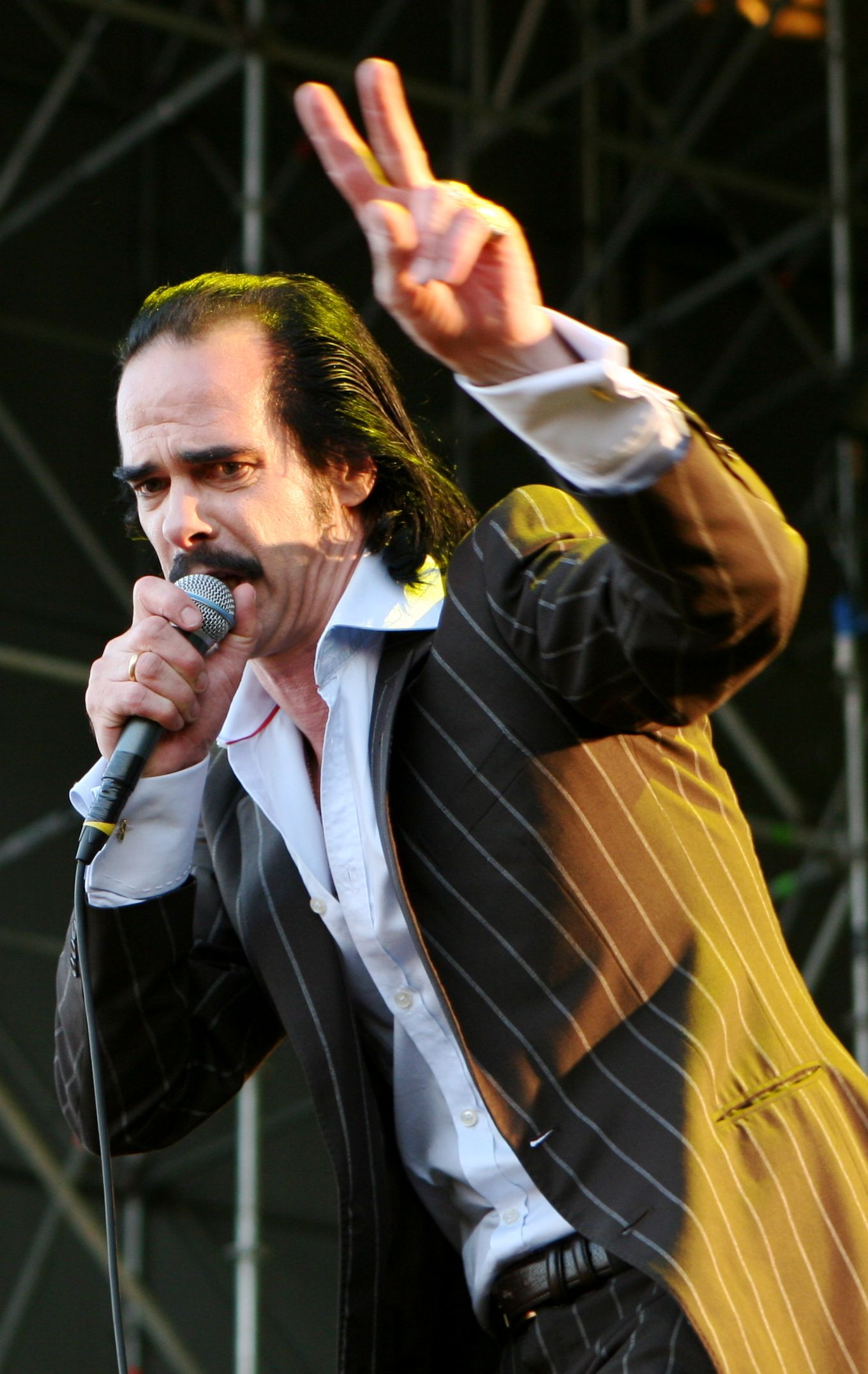
Nick Cave v roce 2008

Koncem roku 1994 Cave začal pracovat na dalším albu, které vyšlo v únoru 1996 a dostalo název Murder Ballads. Obsahuje písně zabývající se výlučně předmětem vraždy. Na albu se podílela řada hostů, například v písni „Where the Wild Roses Grow“ zpívá s Cavem duet australská zpěvačka Kylie Minogue. Už v červnu roku 1996 šla skupina opět do studia, aby zde nahrála další album nazvané The Boatman's Call – to vyšlo v březnu následujícího roku. Jde o první album skupiny, na kterém se Ellis – který hrál i na Murder Ballads – podílel jako její člen. V roce 1997 Cave hrál malou roli ve filmu Rhinoceros Hunting in Budapest režiséra Michaela Haussmana. Další album nazvané No More Shall We Part bylo nahráno mezi zářím a říjnem 2000 a vyšlo v dubnu 2001. Další Nocturama následovalo v únoru 2003, jde o poslední album, na kterém hrál Bargeld – ten ze skupiny odešel krátce po jeho vydání. V březnu a dubnu 2000 skupina nahrála další album – tentokrát dvojalbum nazvané Abattoir Blues / The Lyre of Orpheus. Turné k albu probíhalo po velkou část roku 2005 a skupinu doprovázel varhaník James Johnston, který ze skupiny odešel v roce 2008. V roce 2005 Cave opět spolupracoval s Hillcoatem, tentokrát napsal scénář k jeho filmu The Proposition; rovněž je spolu s Warrenem Ellisem autorem hudby k filmu. Dvojice spolu o dva roky později složila i hudbu k filmu Zabití Jesseho Jamese zbabělcem Robertem Fordem a po dalších dvou letech k Hillcoatově filmu Cesta.
Po turné k dvojalbu The Bad Seeds se Cave rozhodl zmenšit sestavu skupiny a založil projekt Grinderman, ve kterém hráli Ellis, Casey, Sclavunos a samotný Cave vedle zpěvu hrál ještě na kytaru. Své první album skupina vydala v březnu 2007 a neslo stejný název jako skupina. O rok později vyšlo po čtyřech letech nové album Bad Seeds nazvané Dig!!! Lazarus Dig!!! a v lednu 2009 ohlásil Harvey svůj odchod z kapely, čímž zůstal Cave jediným původním členem, který v ní působí po celou dobu její existence. Nahradil jej kytarista Ed Kuepper, který však ze skupiny opět brzy odešel. V roce 2009 Cave vydal svůj druhý román nazvaný Smrt Zajdy Munroa a rovněž vyprávěl v krátkém filmu The Cat Piano. V září 2010 vyšlo druhé album kapely Grinderman – a sice Grinderman 2; skupina koncem roku 2011 ohlásila svůj rozpad. Ještě však stihla nahrát dvě originální písně pro Wendersův film Přestřelka v Palermu a počátkem roku 2010 vydat remixové album Grinderman 2 RMX. Skupina byla obnovena v dubnu 2013, ale šlo pouze o jednorázové obnovení na jednom koncertě.
V roce 2012 měl premiéru další Hillcoatův film Země bez zákona, ke kterému Cave napsal scénář a s Ellisem složil i hudbu. V únoru 2013 Bad Seeds vydali patnácté album nazvané Push the Sky Away; v roli hosta na něm hrál i Adamson, který skupinu doprovázel i při nadcházejícím turné. Rovněž se ke skupině vrátil Kuepper, ale brzy jej nahradil George Vjestica. V roce 2014 byl představen film nazvaný Nick Cave: 20 000 dní na Zemi. Jeho režiséry byli Iain Forsyth a Jane Pollard a na jeho scénáři se podílel i Cave. Zaměřuje se na fiktivních 24 hodin v Caveově životě. Téhož roku Cave napsal libreto k opeře Shell Shock belgického skladatele Nicholase Lense. Roku 2014 složil spolu s Ellisem hudbu k filmu Daleko od lidí. V dubnu a květnu 2015 odehrál evropské turné. Přestože bylo turné prezentováno jako Caveovo sólové, doprovázeli jej různí členové Bad Seeds: Warren Ellis, Thomas Wydler, Barry Adamson a dále také Martyn Casey.

## Po roce 2015
Roku 2016 vydali Bad Seeds nové album Skeleton Tree, které bylo natočeno v letech 2014–2016. Deska obsahuje mnoho motivů vyrovnávání se s bolestnou ztrátou a dokonce explicitní verše "Spadl jsi z nebe / zřítil ses do polí okolo řeky Adur"; až na závěrečnou, titulní skladbu však její písně byly napsány již před tragickou smrtí Caveova patnáctiletého syna Arthura, k níž došlo 15. července 2015. Proces dokončování alba ve studiu byl zachycen v dokumentu Andrewa Dominica One more time with feeling, který doprovodil vydání desky. V letech 2016 až 2017 složil Cave spolu s Ellisem rovněž hudbu ke čtyřem dalším filmům: Za každou cenu, Wind River, War Machine a Králové, stejně jako k dokumentárnímu seriálu The Case Against Adnan Syed (2019). 
Hluboké vyrovnávání se s procesem truchlení ze ztráty syna je tématem následujícího dvojalba Ghosteen z roku 2019. Naplánované turné muselo být zrušeno vzhledem k vypuknutí pandemie Covidu 19. Během lockdownu vydal Cave streamovaný koncert s názvem Idiot Prayer, kdy v červenci 2020 vystoupil sólově v londýnském Alexandra Palace za koncertním křídlem. Společně s Elisem nahráli též materiál k albu Carnage, které vyšlo v únoru 2021. Mnoho hodin telefonických hovorů z doby lockdownu s irským novinářem Seánem O´Haganem bylo zpracováno do obsáhlého knižního interview Love, Faith and Carnage (česky jako Víra, naděje a masakr, Argo 2023).
Od roku 2018 funguje Caveův projekt The Red Hand Files, v němž odpovídá na dotazy a otevřeně diskutuje s příznivci. Podobný model byl základem také krátkého turné "Hovory s Nickem Cavem", kde protagonista odpovídal na otázky z publika. Kromě hudby se věnuje rovněž figurativní keramické tvorbě.

## Styl
Hudební kořeny má Cave v bluesové hudbě. V jeho textech se často mísí milostné motivy s náboženskými tématy. Má charakteristický hluboký hlas; sám řekl, že se jeho hlas čím je starší mění do hlubší formy. V jeho literární tvorbě lze nalézt mnoho vlivů, například Vladimira Nabokova, Fjodora Michajloviče Dostojevského či Williama Faulknera; mezi jeho hudební vzory patří Johnny Cash, Leonard Cohen nebo Bob Dylan.[zdroj?]

## Diskografie

### The Boys Next Door a The Birthday Party
- Door, Door (1979)
- The Birthday Party (1980)
- Prayers on Fire (1981)
- Junkyard (1982)

### Nick Cave and the Bad Seeds
- From Her to Eternity (1984)
- The Firstborn Is Dead (1985)
- Kicking Against the Pricks (1986)
- Your Funeral... My Trial (1986)
- Tender Prey (1988)
- The Good Son (1990)
- Henry's Dream (1992)
- Let Love In (1994)
- Murder Ballads (1996)
- The Boatman's Call (1997)
- No More Shall We Part (2001)
- Nocturama (2003)
- Abattoir Blues / The Lyre of Orpheus (2004)
- Dig, Lazarus, Dig!!! (2008)
- Push the Sky Away (2013)
- Skeleton Tree (2016)
- Ghosteen (2019)
- Wild God (2024)

### Grinderman
- Grinderman (2007)
- Grinderman 2 (2010)

### Nick Cave aWarren Ellis
- CARNAGE (2021)

## Filmografie

### Herecká
- Die Stadt (1983)
- Nebe nad Berlínem (1987)
- Kings of Independence (1987)
- Ghosts... of the Civil Dead (1988)
- Johnny Suede (1991)
- Where the Wild Roses Grow (1995)
- Rhinoceros Hunting in Budapest (1997)
- Zabití Jesseho Jamese zbabělcem Robertem Fordem (2007)
- The Cat Piano (2009)

### Scenáristická
- Ghosts… of the Civil Dead (1988)
- The Proposition (2005)
- Země bez zákona (2012)

### Písňové texty, eseje, aktovky
- Fresh Cunt in a Can (společně s Lydiou Lunchovou, 1984)
  - aktovky o pornografii a násilí
- King Ink (King Ink, 1988)
  - King Ink, Maťa, Praha 1995, ISBN 80-901590-8-7, přeložil Luboš Snížek
  - sbírka písňových textů a esejí
- King Ink II (King Ink, 1997)
  - King Ink II, Maťa, Praha 1998, ISBN 80-86013-30-8, přeložila Martina Sweeney
  - druhá sbírka písňových textů a esejí
- Texty 1978–2007, Volvox Globator, Praha 2012, ISBN 978-80-7207-851-6, přeložili Petr Husseini, Luboš Snížek, Martina Sanollová a Petr Zenkl
  - souborné dvojjazyčné vydání písňových textů

### Próza
- A uzřela oslice anděla (And the Ass Saw the Angel, 1989)
  - A uzřela oslice anděla, Argo, Praha 1995, ISBN 80-85794-55-1, přeložil Tomáš Hrách
- Smrt Zajdy Munroa (The Death of Bunny Munro, 2009)
  - Smrt Zajdy Munroa, Argo, Praha 2009, ISBN 978-80-257-0176-8, přeložila Michala Marková
- Píseň z pytlíku na zvratky (The Sick Bag Song, 2015)
  - Píseň z pytlíku na zvratky, Argo, Praha 2017, ISBN 978-80-2572060-8, přeložil Bob Hýsek